# Prawo Liebermeistera
Prawo Liebermeistera – zasada w diagnostyce lekarskiej, opisana przez Karla von Liebermeistera, według której w chorobach przebiegających z gorączką, wzrostowi temperatury ciała o każdy 1 °C powyżej 37 °C towarzyszy przyspieszenie częstości skurczów serca o 8 do 12 na minutę.

## Wyjątki
Odstępstwo od prawa Liebermeistera nazywane objawem Fageta występuje w żółtej gorączce, tularemii, brucelozie, legionellozie, gorączce kleszczowej Kolorado i zakażeniach Mycoplasma pneumoniae. Polega ono na tym, że mimo wzrostu temperatury ciała dochodzi do zwolnienia czynności serca.
Wyjątek stanowi także gorączka w durze brzusznym oraz ostrym zapaleniu opon mózgowych. W przypadku tych chorób przyspieszenie częstości skurczów serca jest mniejsze niż to wynika z prawa Liebermeistera. Zjawisko to opisuje się jako względne przyspieszenie czynności serca (łac. tachycardia relativa).
W niektórych chorobach mózgu (np. ropniach) również stwierdza się zjawisko zbyt rzadkiego tętna w stosunku do temperatury ciała. Podobna sytuacja może wystąpić, gdy w przebiegu toczącej się choroby dochodzi do ośrodkowego podrażnienia nerwu błędnego lub uszkodzenia mięśnia sercowego.
Gruźlica płuc i sepsa z kolei charakteryzują się tym, że w ich przebiegu, podczas gorączki, może dojść do przyspieszenia częstości skurczów serca większego niż to wynika z prawa Liebermeistera.